# Christopher Kuzell
Christopher Frank Kuzell (San Bernardino, 22 juli 1927 – Los Angeles, 15 maart 1999) was een Amerikaanse componist, muziekpedagoog, dirigent, violist en altviolist.

## Levensloop
Kuzell studeerde muziek aan het Los Angeles City College en aan de University of Southern California in Los Angeles en behaalde zijn Bachelor of Music alsook zijn Master of Music. Hij voltooide zijn studies eveneens aan de University of Southern California en promoveerde tot Doctor of Musical Arts in 1980 met zijn Symfonie nr. 1. Als violist was hij concertmeester in het San Luis Obispo Symphony Orchestra. Vanaf 1962 was hij als docent verbonden aan het Allen Hancock College in Santa Maria. Hij richtte het harmonieorkest aan deze instelling op en was van 1964 tot 1969 hun dirigent. Als altviolist verzorgde hij verschillende plaatopnames samen met Lennie Niehaus (100 Jazz Masterpieces, Vol. 29).
Hij was ook als componist werkzaam en schreef werken voor orkest, harmonieorkest en kamermuziek.
Christopher Kuzell overleed in 1999 op 71-jarige leeftijd.

## Composities

### Werken voor orkest
- 1980 Symfonie nr. 1, voor orkest
- Amazing Grace Elegy, voor kamerorkest

### Werken voor harmonieorkest
- Ode to an Aardvark

### Werken voor slagwerk
- 1971 6 little pieces, voor marimba
- Sonate, voor marimba

## Publicaties
- Proton 2, in: Perspectives of New Music, Seattle, WA: Hamilton Printing Company: vol.24 nr. 2, Fall/Winter 1985 "A Krenek Festschrift" : presented on December 7, 1985 at the University of California, San Diego., pp. 360-367, ISSN 0031-6016